# علي عبد الله دويغر
علي عبد الله دويغر (ولد في 1938 في رأس الرمان، المنامة، البحرين - توفي في 6 سبتمبر 2013 في مالمو، السويد) مناضل يساري بحريني. يعتبر عضو مؤسس في أول تنظيم يساري في البحرين والخليج العربي.

## النشأة والتعليم
دويغر من مواليد العاصمة البحرينية المنامة في العام 1938. توفي والده وهو صغير وتكفلته هو وإخوته والدته التي كرست حياتها من بعد وفاة زوجها لتربيته وتربية إخوته وتعليمهم وقد عانت الأم الكثير بسبب ما كان يتعرض له ابنها من ملاحقة وسجن وتشريد كما كان يرعاه عمه محمد دويغر.
أنهى الدراسة الابتدائية في المدرسة الشرقية بالمنامة في العام 1950. ثم أنهى الدراسة الثانوية في مدرسة المنامة الثانوية في العام 1955. في العام 1956 التحق بكلية التجارة والاقتصاد في جامعة بغداد وبقي حتى العام 1959.

## المسيرة النضالية والمهنية
الهمت الانتصارات التي حققها الرئيس المصري جمال عبد الناصر والثورات العربية المتتالية دويغر كالعديد من شباب جيله الذين تأثروا بالأفكار الماركسية الثورية ليحذوا هو ومجموعة من رفاقه لتأسيس أول تنظيم سياسي سري في البحرين والخليج العربي بتاريخ 15 فبراير 1955 تحت مسمى جبهة التحرير الوطني - البحرين «جتوب» متبنين النظرية الثورية العلمية كمنهج لهم. تم انتخابه في العام 1958 سكرتير أول للجبهة داخل البحرين في مؤتمر سري وانتخب أحمد الذوادي سكرتير ثاني خارج البحرين وأوكلت له مهمة كتابة برنامج الجبهة وأول وثيقة تنظيم سياسي سري في البحرين والذي صدر في العام 1961 تحت عنوان الحرية والاستقلال الوطني والمساواة والعدل والتقدم الإجتماعي.
كانت الثورة العراقية آنذاك في أوجها إذ تلاحقت الحوادث والتطورات بوتيرة سريعة في ظل الوضع الثوري الجديد وانخراط الشبيبة في صفوف المقاومة الشعبية واشتدت الصراعات بين التيارات الحزبية والقوى الوطنية العاملة في الساحة. وبسبب تلك المشاركة تم منعه من دخول العراق عندما حاول الدخول عن طريق ميناء البصرة وسجن في الباخرة وتم إبعاده من قبل السلطات العراقية إلى قطر. أثناء دراسته الجامعية في العراق كان عضو في الاتحاد العام للطلبة وكان له دور نشط في الاتحاد في جمع العرائض المطالبة بتطبيق الديمقراطية في العراق قبل قيام ثورة الرابع عشر من يوليو في العام 1958.
شارك في مهرجان الشباب والطلبة العالمي السابع في فيينا بالنمسا في العام 1959 وكان هو الوحيد الذي يمثل شبيبة البحرين في ذلك المهرجان إذ نال تعاطف الجمهور من المشاركين في المهرجان معه. ثم شارك في مؤتمر اتحاد الشباب الديمقراطي العالمي في العام 1959 في براغ بتشيكوسلوفاكيا مراقبا عن الشبيبة البحرينية. ثم شارك في مؤتمر لجنة السلم والتضامن الأفرو - آسيوية في العام 1962 في موسكو بالاتحاد السوفيتي.
في أوائل الستينات استطاع دويغر إقناع حزب توده الإيراني بإلغاء بند في برنامجهم السياسي يتكلم عن قضية ضم البحرين إلى إيران على اعتبار أن البحرين دولة عربية.
عمل في شركة نفط قطر لمدة عام ونصف العام ثم سافر إلى الكويت بعد الاستقلال مباشرة. عمل هناك مدير لتحرير صحيفة الهدف لفترة ستة أشهر إلا أن الجهات الأمنية طلبت منه مغادرة البلاد بعد سلسلة من المقالات السياسية والاقتصادية.
بعد عودته للبحرين اعتقل دويغر في العام 1964 وأودع السجن لمدة ثمانية أشهر. وتكرر اعتقاله مرة أخرى في العام 1965 إثر الانتفاضة الشعبية التي عمت البحرين وساهمت فيها جميع القوى الوطنية وأودع سجن جزيرة جِدة. لم يتوقف مسلسل المضايقات فاعتقل في العام 1968 ونفي إلى خارج الوطن. أمضى فترة في الكويت وسافر بعدها إلى السويد في العام 1969 واستقر هناك لمواصلة دراساته العليا في جامعة لوند.
في 30 مارس 1970 صاغ دويغر رسالة تاريخية إلى رئيس لجنة تقصي الحقائق التابعة للأمم المتحدة الإيطالي رونسبيرجيو شاردي وذلك بعد أن وصلت اللجنة إلى البحرين لتتعرف على رأي الشعب بمطالبة شاه إيران ضم البحرين لإيران بعد انسحاب المستعمر البريطاني حيث انتهت بعد لقاء المبعوث الدولي مع ممثلي الأندية والمآتم إلى أن شعب البحرين يريدها دولة عربية مستقلة ويرفض المطالب الإيرانية. رسالة دويغر سلمتها قيادة جبهة التحرير الوطني لمبعوث الأمم المتحدة في محل إقامته بفندق الخليج وجاء فيها أن الجبهة ترفض الفكرة التي طرحها الأمين العام للأمم المتحدة آنذاك السيد ريوثانت من خلال المبعوث الشخصي له ولخصت جبهة التحرير مواقفها في عدد من النقاط أبرزها رفض الاستعمار البريطاني والحكم الرجعي وإدانة الادعاء الإيراني وإلغاء المعاهدات الاسترقاقية والمطالبة بحق تقرير المصير الذي يكفل الاستقلال الحقيقي وإبعاد القواعد العسكرية وأجهزة الدمار والحرب وإطلاق الحريات العامة والديمقراطية إلى جانب إلغاء حالة الطوارئ لكي يتمكن الشعب من ممارسة جميع حقوقه السياسية في جو ديمقراطي لا يستند إلى اللون أو العنصر أو الطائفة وإطلاق سراح المعتقلين والسجناء السياسيين والسماح بعودة المنفيين إلى الوطن.
عاد إلى البحرين في أواخر العام 1973 واستمر في نشاطه السياسي وبالتنسيق مع بعض الرموز الوطنية البارزة عمل على تقييم الوضع السياسي وبلورة المواقف لخوض الانتخابات البرلمانية. أجبر على مغادرة البلاد قبل ثلاثة أشهر من موعد الانتخابات وكان قد انتهى في حينه مع زملائه من إعداد خطة عمل لمجموعة كتلة الشعب.
قدم بحوث ودراسات كثيرة عن الأوضاع السياسية والاقتصادية في البحرين وبحوث مقارنة عن العراق في سنوات الدراسة الأكاديمية في السويد منها:
1. البحرين: الرأسمال الأجنبي والنمو السكاني.[5]
2. العراق: العمل في الزراعة (سياسات الإصلاح الزراعي 1958 - 1970).
3. العراق: البيروقراطية في المرحلة الانتقالية (حالة الإدارة الزراعية في العراق 58 - 70).
4. دراسات مقارنة في الإدارة العامة في البحرين 1932 - 1971.

دويغر أيضا فنان تشكيلي مبدع وله عدة لوحات فنية والكثير منها رسمت بريشته في السجون التي تردد عليها.

## الحياة الشخصية
متزوج من مواطنة سويدية وهي  إلين كرستينا لندبلاد ولديه ثلاثة أبناء.
شقيقته هي الدكتورة غالية دويغر التي ابتعثت إلى موسكو للدراسة بجامعة الصداقة بين الشعوب «يتريس لوممبا» في العام 1963 أي بعد عام من افتتاح هذه الجامعة لمساعدة الشعوب الفقيرة لتصبح أول طالبة بحرينية وخليجية تدرس في الاتحاد السوفيتي بالرغم من عدم وجود علاقات دبلوماسية آنذاك بين البحرين والاتحاد السوفيتي. ابنه شقيقته هي الصحفية ريم خليفة.

## الوفاة
توفي دويغر صباح يوم الجمعة الموافق 6 سبتمبر 2013 عن عمر ناهز 75 عام وذلك بعد صراع طويل مع المرض وقد وافته المنية في السويد وقد وري الثرى في السويد.
وقد نعت جمعية المنبر الديمقراطي التقدمي دويغر مصرحة: «الرفيق دويغر ساهم خلال زخم النضال الوطني في خمسينات القرن الماضي إلى جانب رفاقنا الأوائل في تأسيس جبهة التحرير الوطني البحرانية العام 1955 كأول حزب من طراز جديد للطبقة العاملة والكادحين والمثقفين الثوريين في البحرين. وبتكليف من رفاقه أعد مشروع برنامج الحرية والاستقلال الوطني والعدل والمساواة الذي أقر العام 1962 كأول برنامج سياسي في البحرين ناضلت الجبهة وجموع الشعب تحت رايته ضد الاستعمار البريطاني والاستبداد ومن أجل الديمقراطية والتقدم والسلام. الرفيق دويغر خلال سني نضاله الزاخر بالبطولات والعطاء قبع في السجن عدة مرات. كما تعرض لصنوف التعذيب والاضطهاد والملاحقة والنفي. وسواء في داخل السجن أو خارجه تربت على يد الرفيق علي صفوف من المناضلين الجبهويين الذي اقتدوا بسيرة حياته الكفاحية. الرفيق دويغر قاد نضال الجبهة في الداخل منذ الاجتماع الأول العام 1958 كما مثل الجبهة في كثير من المحافل الدولية حيث برز مناضلاً عربياً وأممياً ساهم في نصرة قضايا الشعوب العادلة. وكان الرفيق دويغر أول من فتح الطريق لأبناء الأسر الكادحة لنيل فرص التعليم العالي في الاتحاد السوفياتي وبقية الدول الاشتراكية حيث تخرجت أجيال من الاختصاصيين الذين خدموا البلد بعلمهم وخبراتهم. إن الرفيق دويغر ساهم في صياغة أول برنامج انتخابي برلماني لكتلة الشعب التي حققت فوزاً كبيراً في انتخابات المجلس الوطني للعام 1973 وأبلت فيه بلاءً حسناً. أما هو نفسه فقد أجبرته السلطات على ترك البلاد قبل مباشرة هذه الانتخابات خوفاً من وصوله إلى المجلس النيابي. سيرة حياته الكفاحية ستظل تمثل صفحات مضيئة في تاريخ الحركة الوطنية والتقدمية في البحرين ونبراساً تهتدي به أجيال قادمة من المناضلين من أجل قضية شعبهم العادلة».